# Jay Rock
Джоні Рід Макінзі молодший (англ. Johnny Reed McKinzie, Jr.), Більш відомий під псевдонімом Джей Рок ( англ. Jay Rock; рід. 31 березня 1985, Лос-Анджелес) — американський репер та учасник групи Black Hippy разом з Kendrick Lamar, Ab-Soul і Schoolboy Q. Джей Рок виріс в кримінальному районі Уоттс, який відомий низьким рівнем життя, а також великою кількістю вуличних банд і повсюдно поширеною продажем наркотиків. Джей Рок є членом банди Bounty Hunter Bloods, про що свідчить його пісня «Blood Niggaz».

## Початок кар'єри
Джей Рок почав свою кар'єру як учасник Black Hippy. Починаючи з 2006 року Рок випускав різні мікстейп.  2008 — вийшов перший за рахунком успішний сингл «All My Life (In the Ghetto)» спільно з  відомими Lil Wayne та will.i.am. Сингл отримав багато позитивних відгуків, в тому числі сингл оцінив The Game.
2011 — після підписання контракту з лейблом Strange Music, Рок випускає свій дебютний альбом — Follow Me Home, який став комерційно успішним. В альбом увійшла пісня «All My Life (In the Ghetto)» і «Hood Gone Love It», яка стала "візитною карткою" початківця репера (пісня звучить в одному з трейлерів до гри Grand Thef Auto V ).
У листопаді 2013 року Рок зробив публічну заяву, що його другий студійний альбом буде випущений в 2014 році. Вихід альбому припав на 56-ту щорічну премію Греммі з'ясувалося, що Рок був номінований на Альбом року.  Після випуску альбому «These Days..." Ab-Soul в червні 2014 року, де Рок брав участь, генеральний директор TDE підтвердив, що Джей Рок буде наступний обличчам лейбла.
У вересні 2014 року Tech N9ne сповістив, що Рок завершив контракт з Strange Music та  підписаний лише на Top Dawg Entertainment.  29 жовтня 2014 року Джей Рок випустив пісню під назвою "Pay for It" за участю Кендріка Ламара та Шанталь Крев'язюк як рекламний сингл. 15 листопада 2014 року Рок з'явився в ефірі  телевізійного комедійного шоу Saturday Night Live разом із музичним гостем Ламаром, де вони виконали "Pay For It".
15 лютого 2016 року Джей Рок потрапив у важку аварію на мотоциклі, зі слів керівника Top Dawg Entertainment Ентоні Тіффіта: "...Рок потрапив в жахливу аварію, рентген показав численні переломи, він пережив не одне хірургічне втручання, та провів не один місяць на лікарняному ліжку, реабілітація пройшла успішно та без ускладнень...".
12 січня 2018 року Джей Рок випустив сингл "King's Dead" з Кендріком Ламаром, Future та Джеймсом Блейком. Продюсер пісні — Mike Will Made It та Тедді Уолтон, який виступив ведучим синглом його третього студійного альбому та синглом фільму  Black Panther: The Album. "King's Dead" стала першою піснею Джея Рока, яка потрапила в американський Billboard Hot 100, та піднявся на 21 місце чарту. 16 травня 2018 року він випустив сингл "Win", який став другим синглом з його третього студійного альбому.
Альбом під назвою «Redemption» був анонсований 21 травня 2018 року разом з обкладинкою та датою його випуску, який виданий 15 червня 2018 року. На премії "Греммі" 2019 року "King's Dead" та "Win" отримали номінації відповідно в номінаціях "Найкращий реп-виконавиць" та "Найкращий реп-сингл". У лютому 2019 року Рок отримав свою першу премію "Греммі" за "King's Dead".
2020 — брав участь у написанні альбому Funeral від Lil Wayne.

## Дискографія
- Follow Me Home (2011)
- 90059 (2015)
- Redemption[en]  (2018) [3][4]